# Macropipus arcuatus
Macropipus arcuatus är en kräftdjursart som först beskrevs av Leach 1814.  Macropipus arcuatus ingår i släktet Macropipus och familjen simkrabbor. Inga underarter finns listade i Catalogue of Life.